# Alysson spinosus
Alysson spinosus är en stekelart som först beskrevs av Georg Wolfgang Franz Panzer 1801.  Alysson spinosus ingår i släktet Alysson, och familjen Crabronidae. Arten har ej påträffats i Sverige.